# Società Sportiva Milazzo
La Società Sportiva Milazzo est le club de football de Milazzo en Sicile, fondé en 1937. Il évolue en Ligue Pro Deuxième Division.